# 1770 w literaturze
Wydarzenia literackie w 1770 roku.

## Nowe książki
- John Armstrong(inne języki) – Miscellanies
- James Beattie – An Essay on the Nature and Immutability of Truth
- Edmund Burke – Thoughts on the Cause of the Present Discontents
- William Duff – Critical Observations on the Writings of the Most Celebrated Geniuses in Poetry
- Edward Gibbon – Critical Observations on the Sixth Book of the Aeneid
- Oliver Goldsmith:
  - The Life of Thomas Parnell
  - Life of Henry St. John, Lord Viscount Bolingbroke
- Ukawsaw Gronniosaw – A Narrative of the Most Remarkable Particulars in the Life of Ukawsaw Gronniosaw, an African Prince
- Baron d'Holbach – Systeme de la Nature
- Samuel Johnson – The False Alarm
- Catharine Macaulay – Observations on a Pamphlet Entitled, Thoughts on the Present Discontents (polemika z Burke'm)
- L. S. Mercier – Memoirs of the Year 2500
- Thomas Percy – Northern Antiquities
- Catherine Talbot – Reflections on the Seven Days of the Week
- Augustus Montague Toplady – A Letter to the Rev. Mr. John Wesley
- Voltaire – Épître à l'Auteur du Livre des Trois Imposteurs
- Arthur Young – A Six Months Tour Through the North of England

## Urodzili się
- 14 stycznia – Adam Jerzy Czartoryski, polski pisarz, poeta i mąż stanu (zm. 1861)
- 20 marca – Friedrich Hölderlin, niemiecki poeta (zm. 1843)